# Нікольське (Стерлібашевський район)
Ні́кольське (рос. Никольское, башк. Никольский) — присілок у складі Стерлібашевського району Башкортостану, Росія. Входить до складу Стерлібашевської сільської ради.
Населення — 70 осіб (2010; 75 в 2002).
Національний склад:
- росіяни — 55%